# L'Énigme (film, 1929)
Pour les articles homonymes, voir Énigme.
Pour plus de détails, voir Fiche technique et Distribution.
L'Énigme (titre original : Die Frau, nach der man sich sehnt) est un film allemand muet réalisé par Curtis Bernhardt, sorti en 1929.

## Synopsis
Un jeune homme fait un mariage de raison pour renflouer l'usine familiale menacée par la faillite. Il part en train avec la jeune mariée, mais se laisse fasciner par une très belle femme qui semble vouloir échapper à un compagnon inquiétant. Elle le fait passer pour son cousin et le supplie de l'aider. Il quitte le train dans la neige et rejoint le couple à son hôtel, pour aider l'inconnue à s'enfuir. Elle avouera avoir laissé son compagnon tuer son mari pour la rendre libre. L'homme la menace, prêt à se dénoncer plutôt que de la perdre. L'arrivée de la police peut conduire au drame.

## Fiche technique
- Titre : L'Énigme
- Autre titre : La femme que l'on désire, utilisé par Arte pour la réédition
- Titre original : Die Frau, nach der man sich sehnt
- Réalisation : Curtis Bernhardt
- Production : Hermann Grund
- Société de production : Terra-Film
- Distribution : Terra-Film
- Scénario : Ladislaus Vajda d'après un livre de Max Brod
- Musique : Giuseppe Becce et Edward Kilenyi (1931)
- Photographie : Curt Courant et Hans Scheib
- Direction artistique : Robert Neppach
- Pays de production : Allemagne  République de Weimar
- Genre : Drame
- Format : Noir et blanc - film muet
- Durée : 76 minutes
- Dates de sortie : 
  - Allemagne  République de Weimar : 29 avril 1929
  - États-Unis : 8 septembre 1929

## Distribution
- Marlene Dietrich: Stascha
- Fritz Kortner: Dr. Karoff
- Frida Richard: Frau Leblanc
- Oskar Sima: Charles Leblanc
- Uno Henning: Henri Leblanc
- Karl Etlinger: Le vieux Poitrier
- Edith Edwards: Poitriers Tochter Angele
- Bruno Ziener: Diener